# Los Alameños de la Sierra
Los Alameños de la Sierra sont un groupe mexicain de musique sierreña mexicaine, originaire de Los Mochis, créé en 2009, et l'un des rares survivants, dans la durée, des nombreux groupes qui étaient apparus dans le sillage de l'éclosion commerciale de ce genre musical.

## Membres

### Membres actuels
- Fernando Bejarano - voix et accordéon.
- German Misquez Leyva - seconde voix et guitare.
- Jorge Elizalde Bejarano - basse électrique.

### Anciens membres
- Elvio Montaño - basse électrique[2].

### Chronique
Depuis sa création, le groupe a enregistré 12 albums en studio et il est surtout connu dans les états de Chihuahua et de Sinaloa où ils se produisent devant des publics qui comptent jusqu'à 15 000 personnes. Le secret de leur longévité repose sur le talent d'accordéoniste de Fernando Bejarano et sur leur choix de bâtir un répertoire sur des corridos et des canciones traditionnelles auxquels s'ajoutent des interprétations en style sierreño de succès de la musique populaire.

## Popularité
| Média         | Chaîne                         | Date           | Nombre d'abonnés ou d'auditeurs | Nombre de vues ou de téléchargements |
| ------------- | ------------------------------ | -------------- | ------------------------------- | ------------------------------------ |
| YouTube       | Los Alameños de la Sierra      | 8 juillet 2022 | 138 000                         | 58 192 222                           |
| YouTube       | Los Alameños de la Sierra      | 14 avril 2021  | 289 000                         | 163 162 258                          |
| YouTube Music | Alameños de la Sierra          | 14 avril 2021  | 92 400                          |                                      |
| Instagram     | Los Alameños de la Sierra      |                |                                 |                                      |
| Facebook      | Fernando Alameños de la Sierra | 14 avril 2021  | 995 302                         |                                      |
| Spotify       | Los Alameños de la Sierra      | 14 avril 2021  | 144 286                         |                                      |
| Deezer        | Los Alameños de la Sierra      | 14 avril 2021  | 3 127                           |                                      |
| Deezer        | Alameños de la Sierra          | 14 avril 2021  | 2 445                           |                                      |

## Sources
- (es) Gerardo Murillo, « Los Alameños de la Sierra sonarán en la frontera », sur El Heraldo de Juárez, El Heraldo de Juárez, Chihuahua, Organización Editorial Mexicana, 30 janvier 2020.
- (es) Solángel de Anda, « Quieren sonar en tu corazón : Los Alameños de La Sierra, se escuchan en la radio con 'El Teterete », sur Noroeste, Noroeste, Culiacán, Mazatlán, Editorial Noroeste S.A. de C.V., 15 novembre 2015.